# Andrena simontornyella
Andrena simontornyella är en biart som beskrevs av Noskiewicz 1939. Andrena simontornyella ingår i släktet sandbin, och familjen grävbin. Inga underarter finns listade i Catalogue of Life.